# Padaioszok
A padaioszok vad, nomád ókori nép India északnyugati vidékein. Állítólag nyers húst ettek, sőt felfalták az aggokat és a betegeket is. Hérodotosz tesz említést róluk.